# GDDR2
GDDR2 (англ. Graphics Double Data Rate 2) — тип комп'ютерної перезаписуваної енергозалежної пам'яті, що використовується в графічних прискорювачах.
GDDR2, по суті є DDR2 з інтерфейсом і пакуванням, спроєктованими спеціально для роботи на максимально можливих частотах і для коротких шин. При цьому відмінності GDDR2 від «звичайної» DDR2 майже повністю полягають лише в пакуванням.